# Euphyllia cristata
Euphyllia cristata е вид корал от семейство Euphylliidae. Видът е световно застрашен, със статут Уязвим.

## Разпространение
Разпространен е в Австралия, Американска Самоа, Вануату, Виетнам, Гуам, Индонезия, Камбоджа, Кения, Кирибати, Малайзия, Маршалови острови, Мианмар, Микронезия, Науру, Нова Каледония, Палау, Папуа Нова Гвинея, Провинции в КНР, Самоа, Северни Мариански острови, Сингапур, Соломонови острови, Сомалия, Тайван, Тайланд, Танзания, Тувалу, Уолис и Футуна, Фиджи, Филипини и Япония.